# Chiesa di San Agustín (Manila)
San Agustin è una chiesa barocca filippina situata ad Intramuros, nella città di Manila. Unico edificio sacro sopravvissuto alla distruzione di Intramuros ad opera delle truppe americane nel maggio 1945, la chiesa è patrimonio dell'umanità dal 1993 insieme ad altre tre chiese barocche delle Filippine.

## La costruzione
La chiesa di San Agustin fu costruita dai Frati Agostiniani nel 1571 dopo la fondazione della città di Manila da parte del governatore spagnolo Miguel López de Legazpi: la prima struttura, intitolata Iglesia y Convento de San Pablo (chiesa e convento di San Paolo), era una piccola chiesa di bambù distrutta nel 1574 durante l'invasione di Manila da parte dei pirati malesi capeggiati da Limahong.
Ricostruita nel 1575, la nuova chiesa fu il luogo dove si radunò il primo Sinodo Diocesano di Manila nel 1581; tuttavia la chiesa venne nuovamente distrutta da un incendio e ricostruita in pietra fra gli anni 1586 e 1606 sotto la direzione dell'architetto Juan Macias che progettò una struttura talmente solida che la chiesa è sempre rimasta intatta nei numerosi terremoti della sua lunga storia, se si esclude il crollo dei due campanili nel terremoto del 1863. In particolare, San Agustin fu l'unica chiesa di Manila a rimanere integra durante il devastante terremoto del 1645 che sconvolse Manila.
La facciata è a due ordini, dorico quello inferiore e corinzio il superiore, con possenti lesene circolari che ne attraversano tutta l'altezza terminanti in quattro capitelli corinzi che sorreggono il timpano quasi equilatero che ospita un grande rosone circolare. Il grande portale è a tutto sesto. Il secondo ordine accoglie, ai lati, due nicchie ad arco e una grande finestra rettangolare centrale.
Sul lato destro rimane uno dei due campanili originali della chiesa, sopravvissuto al terremoto del 1863 che rese necessario l'abbattimento della torre sul lato sinistro. Il campanile, basso e largo, riprende i due ordini della facciata e termina con un piccolo timpano che nasconde parzialmente la cupola sormontata dalla croce.
Nel 1973 la chiesa di San Agustin fu dichiarata monumento nazionale delle Filippine dall'allora presidente Ferdinand Marcos e nel 1993 fu dichiarata Patrimonio dell'Umanità dall'UNESCO come parte delle Chiese barocche delle Filippine.

## La parrocchia
La parrocchia dell'Immacolata Concezione, retta dalla Arcidiocesi di Manila e che ebbe sede presso la vicina Cattedrale di Manila dall'epoca della sua fondazione fino al 1944, fu trasferita alla chiesa di San Agustin nel 1945 dopo i bombardamenti in cui Intramuros fu completamente rasa al suolo risparmiando, appunto, la sola chiesa dedicata a Sant'Agostino.
La parrocchia comprende i territori dell'intera Intramuros (barangay 655, 657 e 658), l'area del porto (barangay 650/654) e barangay 649 per una popolazione residente di circa 100 000 persone: nei confini della parrocchia si trovano il Colegio de San Juan de Letran, 
il Colegio de Santa Rosa il Lyceum of the Philippines University e il Mapua Institute of Technology.

## Le sepolture
La chiesa di San Agustin è anche un antico luogo di sepoltura di conquistadores, di eminenti personalità spagnole, di Governatori e di Arcivescovi oltre che di famiglie nobili filippine, qui sepolti durante la dominazione spagnola.
In particolare trovano qui riposo:
- Miguel López de Legazpi, (circa 1510-1572) - conquistador spagnolo, fondatore della città di Manila e di Cebu, primo Governatore della Capitanìa Generale delle Filippine.
- Martín de Goiti, (?-1574) - conquistador basco che nel 1569 comandò la spedizione di Legazpi alla conquista di Manila; rimase ucciso nella battaglia contro il pirata Limahng.
- Juan Luna, (1857-1899) - pittore e rivoluzionario filippino, morì a Hong Kong dopo l'assassinio del fratello Generale Antonio Luna.
- Pedro Alejando Paterno, (1857-1911), secondo Primo Ministro della Prima Repubblica filippina.
- Juan de Salcedo, (1549-1576) - esploratore e conquistador spagnolo, successe al suo comandante de Goiti e sconfisse i pirati cinesi guidati da Limhang nel 1575.
- Trinidad H. Pardo de Taverna, (1857-1925) . membro del movimento letterario della Propaganda, cognato di Juan Luna.

## Galleria d'immagini

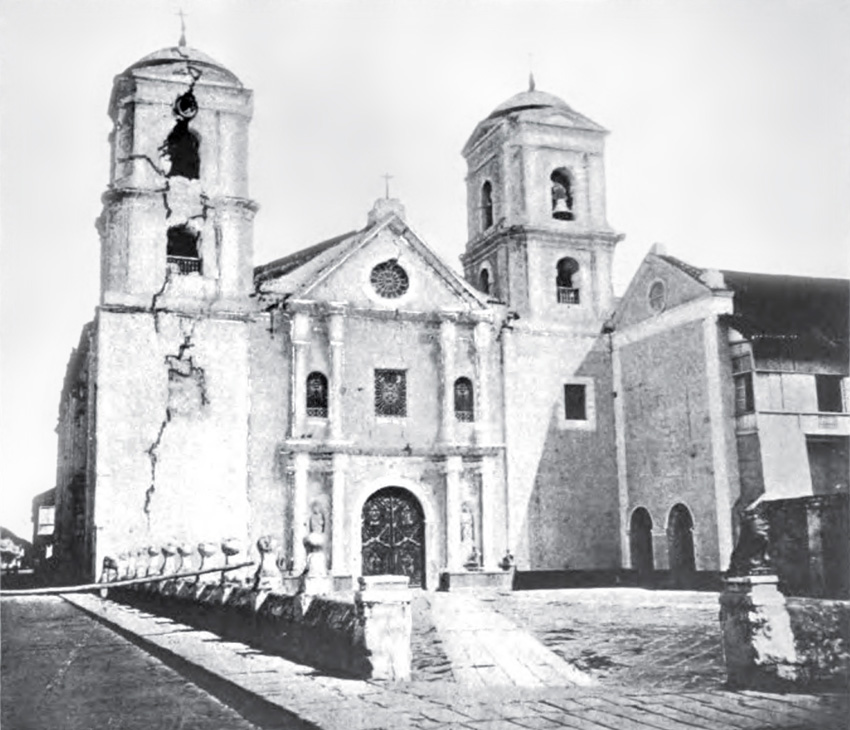
Il campanile di sinistra danneggiato dal terremoto del 1863
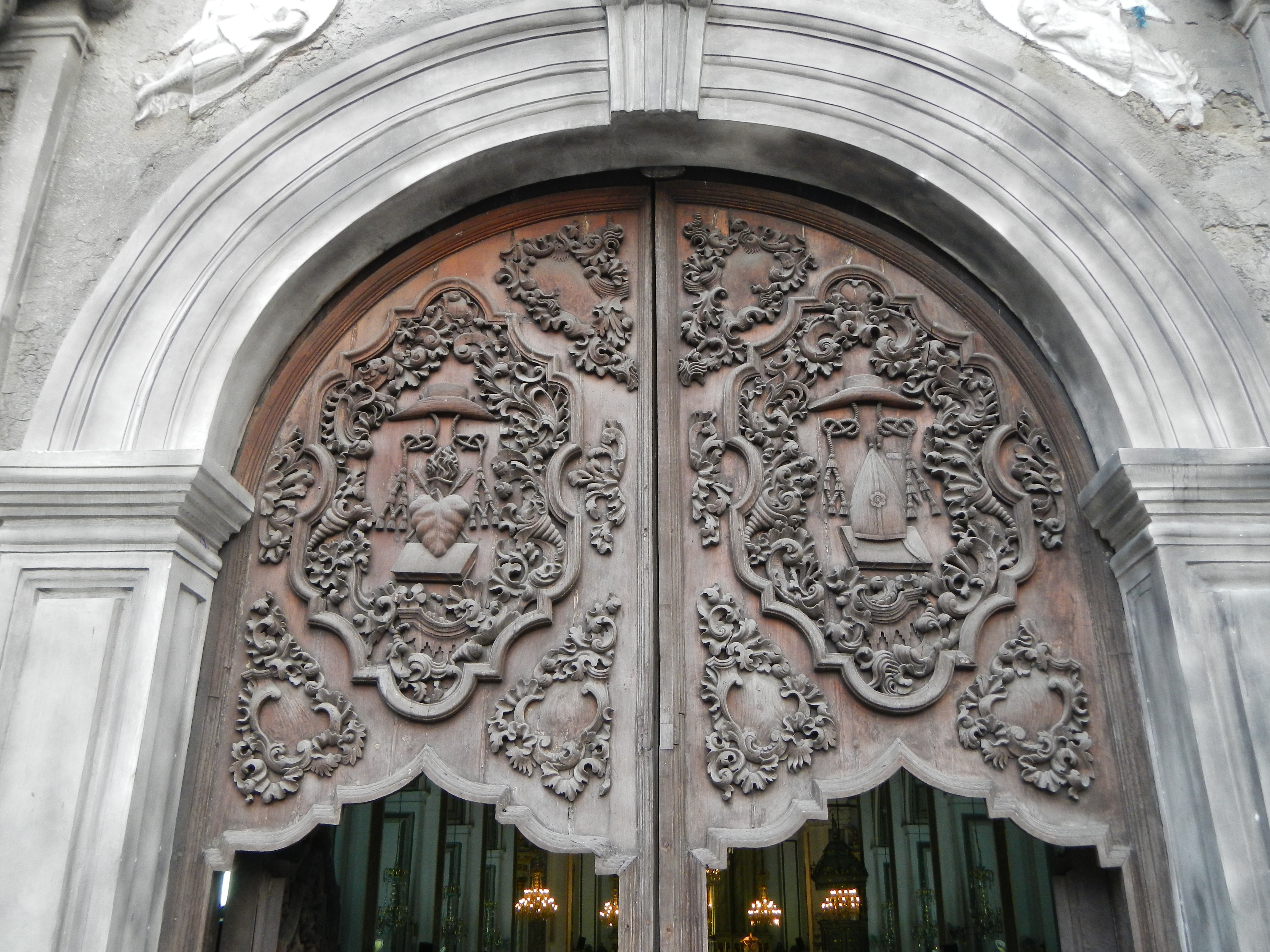
Particolare del portale
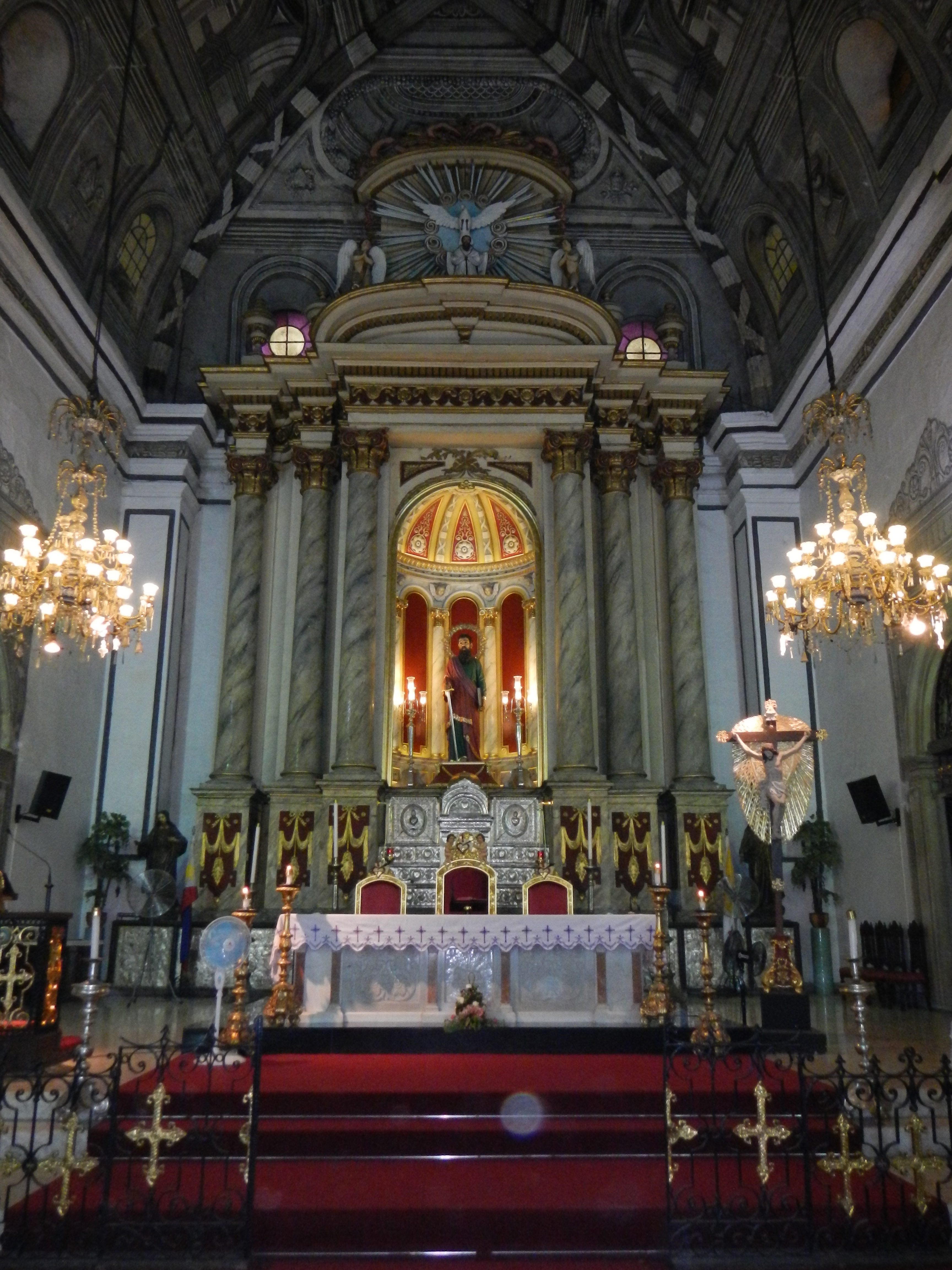
L'altare maggiore
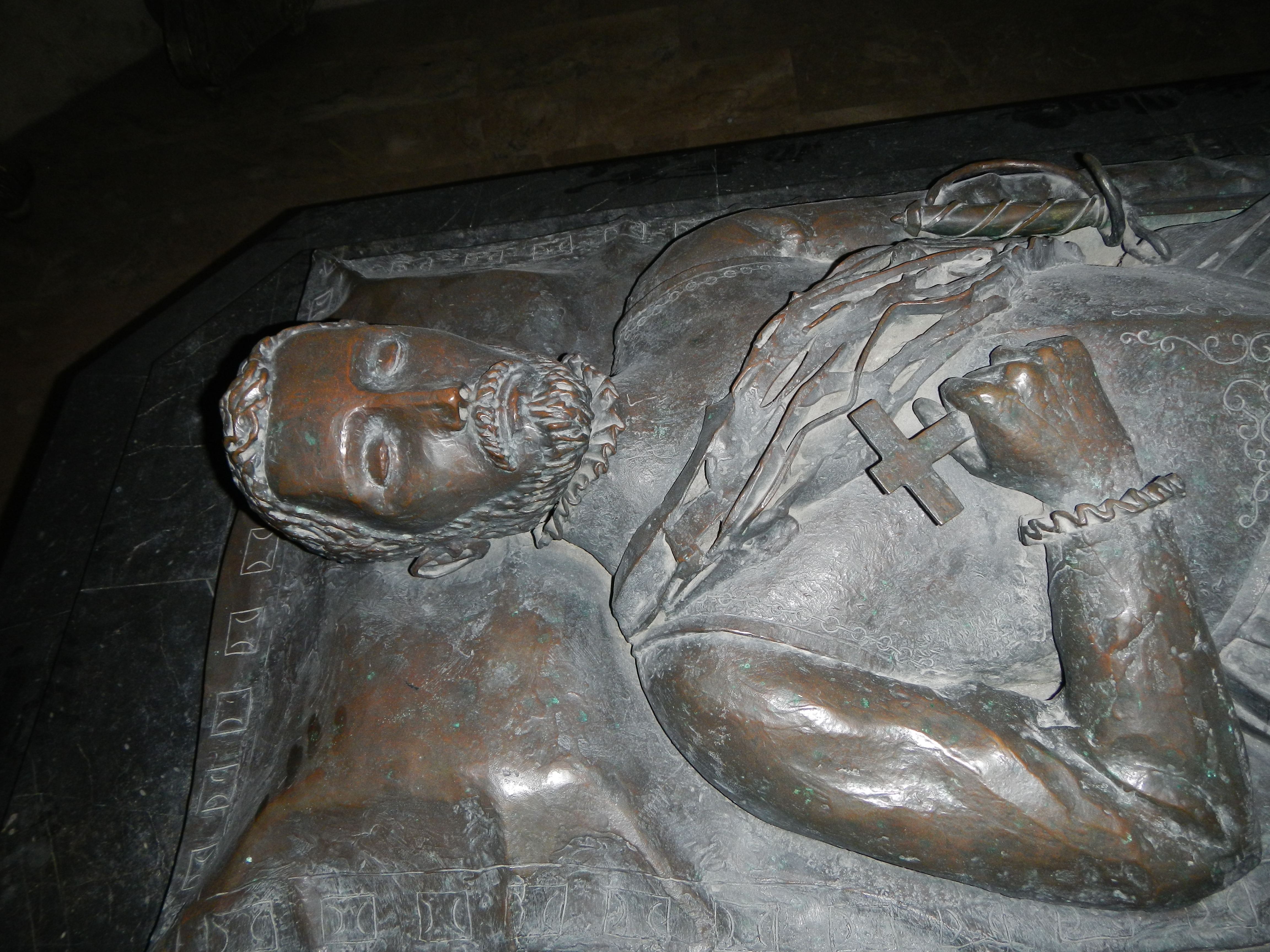
Il sarcofago di Legazpi
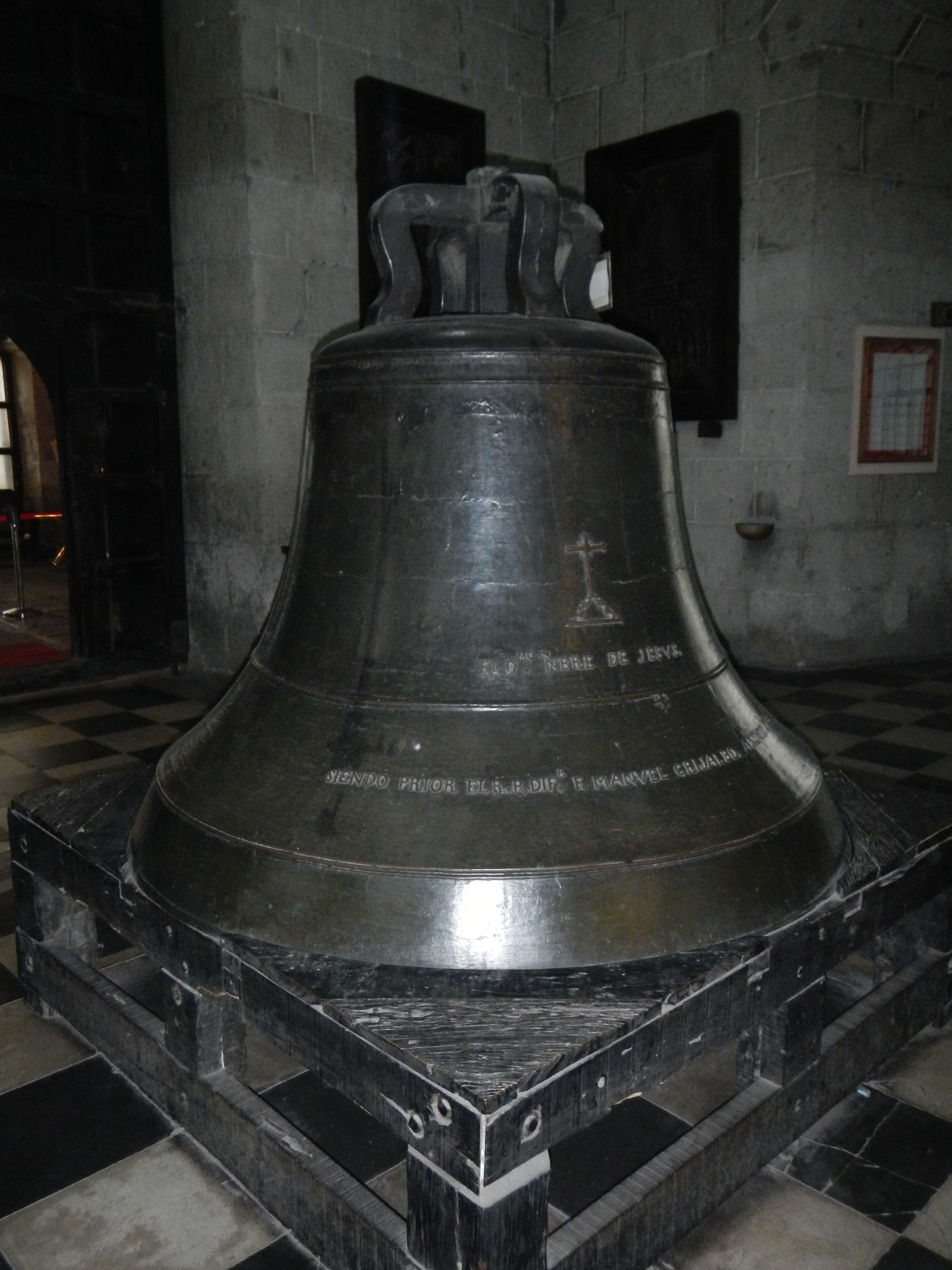
La campana del campanile abbattuto
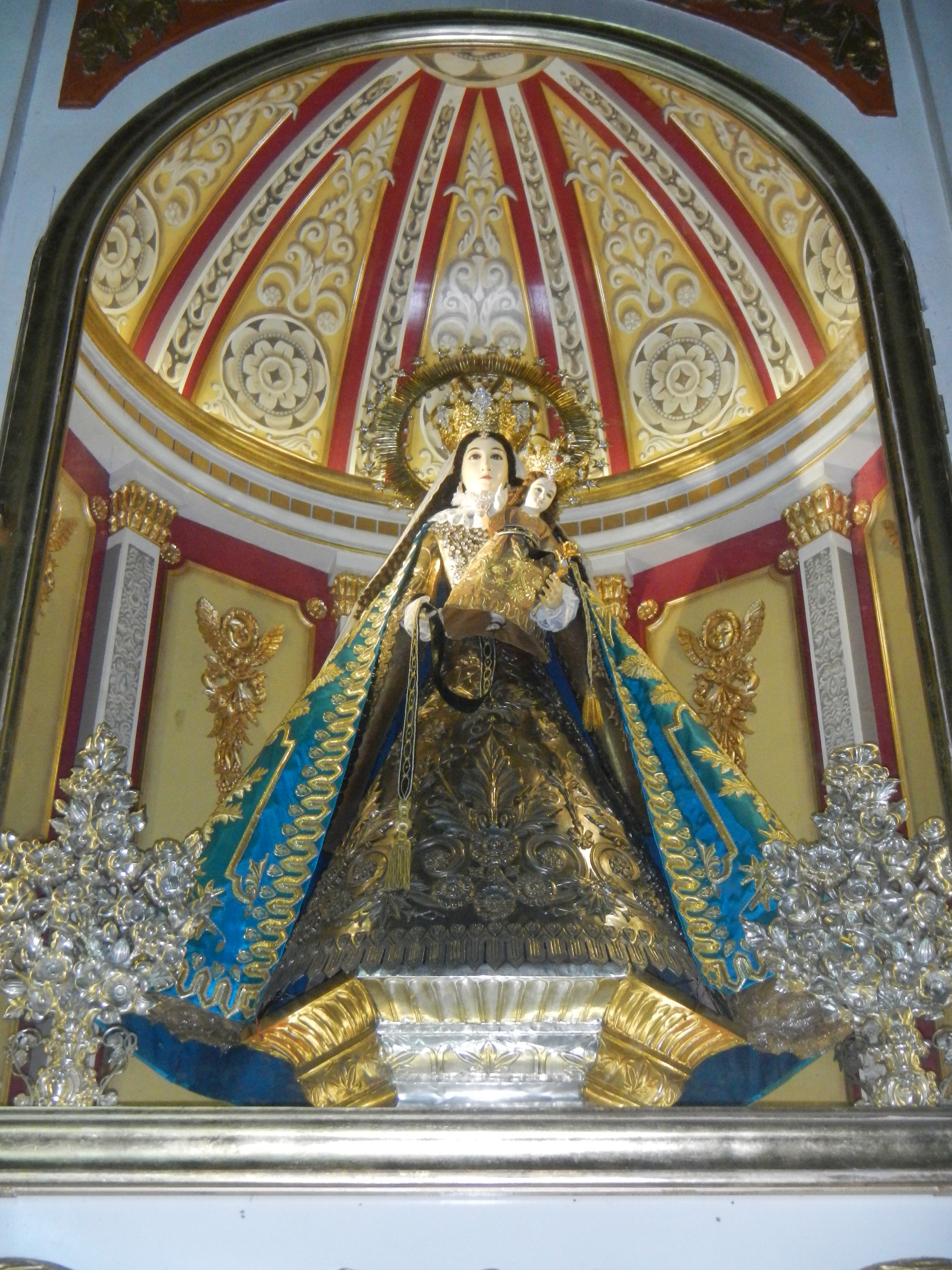
La miracolosa immagine della Nuestra Señora de Consolacion y Correa